# Psychomyia intorachit
Psychomyia intorachit is een schietmot uit de familie Psychomyiidae. De soort komt voor in het Oriëntaals gebied.